# Runic (Schiff, 1889)
Die Runic (I) war ein 1889 in Dienst gestelltes Frachtschiff der britischen White Star Line, das für die Reederei bis 1895 zwischen Liverpool und New York im Einsatz war. Anschließend trug es den Namen Tampican und wurde schließlich 1912 in Imo umbenannt. 1917 wurde die Imo bei der Halifax-Explosion schwer beschädigt. 1921 erlitt das Schiff als Guvernøren vor den Falklandinseln Schiffbruch.

## Geschichte
Die Runic entstand unter der Baunummer 211 in der Werft von Harland & Wolff in Belfast und lief am Neujahrstag 1889 vom Stapel. Nach der Übernahme durch die White Star Line am 16. Februar 1889 nahm das Schiff am 21. Februar den Dienst von Liverpool nach New York auf auf. Die Runic beförderte verschiedene Güter. Hauptsächlich war sie als Tiertransporter im Einsatz. Zudem konnten bis zu 12 Passagiere auf dem Schiff mitreisen.
1895 wurde die Runic an die West Indies and Pacific Steamship Line verkauft und in Tampican umbenannt. 1899 ging sie in den Besitz der Leyland Line über. 1912 wechselte das Schiff erneut den Besitzer und war fortan als Imo für die Southern Pacific Whaling Company als Versorger für den Walfang im Einsatz.
Am 6. Dezember 1917 war die Imo für die Kommission für das Belgische Hilfswerk im Einsatz und stieß beim Verlassen des Hafens von Halifax mit dem ankommenden Munitionsfrachter Mont-Blanc zusammen, der daraufhin in Brand geriet und explodierte. Bei dem als Halifax-Explosion bekannten Unglück kamen Schätzungen zufolge mindestens 1.946 Menschen ums Leben, weite Teile der Stadt wurden verwüstet. Das Ereignis gilt als eine der weltweit größten unfallbedingt von Menschen verursachten Explosionen. Die Imo wurde hierbei schwer beschädigt und an die Küste geschleudert. Trotz der großen Beschädigungen und teilweise zerstörter Aufbauten wurde das Schiff im April 1918 geborgen und repariert.
1920 wurde die Imo in Guvernøren umbenannt und fortan als Transporter von Tran eingesetzt. Eigentümer blieb weiterhin die Southern Pacific Whaling Company. Am 30. November 1921 lief das Schiff bei Nebel vor Ostfalkland auf Grund, der diensthabende Steuermann soll betrunken gewesen sein. Bergungsversuche wurden am 3. Dezember abgebrochen und die Guvernøren aufgegeben.